# OL娘
OL娘（おおえるむすめ）は、1992年にタレント、芸能プロデューサーの森真喜夫が企画し、SANKYOが開発、発売した女性アイドルユニットHI-MEとのタイアップによる女性会社員を主人公とした羽根モノパチンコ機。

## 特徴
- 『オロチョンパ』（河内家菊水丸）に続くタレントとのタイアップパチンコ機第2弾。大当たり中に流れる『むすめミンミン』が人気となった。
- ゲーム性は役物内に1玉を貯蓄し、Vを狙うタイプ。

## スペック
- 『OL娘I』
  - 賞球数 5&10 大当たり15R10C
- 『OL娘II』
  - 賞球数 6&12 大当たり15R10C

## 関連商品
- 『パチンコ・ミュージック・フロム・SANKYO III』（キングレコード、1992年11月21日、KICA-1116）
- 『パチンコ・ミュージック・フロム・SANKYO III』（再発売版）（キングレコード、1998年8月21日、KICA-1216）